# Leubnitz
Leubnitz è una frazione del comune Rosenbach/Vogtl. nel circondario (Landkreis) del Vogtland nella Sassonia, in Germania.

## Storia
Conosciuto alle cronache dal 1300, il comune di Leubnitz nel 1994 si è aggregato alla Verwaltungsgemeinschaft Rosenbach.
Il 1º gennaio 1999 al comune di Leubnitz vennero aggregati i comuni di Rodau, Rößnitz e Schneckengrün.
Il comune di Rosenbach/Vogtl. che prende il nome dal fiume Rosenbach, un affluente del Elster Bianco (in tedesco Elster Bianca), che lo attraversa e dal Landkreis Vogtland si è foramato il 1º gennaio 2011. La frazione di Leubnitz corrisponde solo al capoluogo del comune precedente che al 31 dicembre 2008 aveva ancora 1 422 abitanti.